# Stachy (Polska)
Stachy – osada w Polsce, położona w województwie warmińsko-mazurskim, w powiecie szczycieńskim, w gminie Wielbark.
Do 1785 roku, znajdowało się 12 domów w Stachach.
W latach 1975–1998 miejscowość administracyjnie należała do województwa olsztyńskiego.